# نلسون لویولا
نلسون لویولا (اسپانیایی: Nelson Loyola‎؛ زادهٔ ۳ اوت ۱۹۶۸) شمشیرباز اهل کوبا بود.
وی در مسابقات کشوری و بین‌المللی در مجموع برندهٔ ۱ مدال برنز شده‌است.